# Маматах, Эбенезер
Эбенезер Маматах (англ. Ebenezer Mamatah; род. 7 ноября 2001, Ада) — ганский футболист, нападающий клуба «Ашдод».

## Карьера

### «Ашдот»

#### Начало карьеры
Первым профессиональным клубом футболиста был ганский «Скай», вместе с которым выступал в Первой лиге. В августе 2022 года футболист перешёл в израильский клуб «Ашдод». Дебютировал за клуб футболист 3 августа 2022 года в матче Кубка Тото против клуба «Секция Нес-Циона», выйдя на поле в стартовом составе. В следующем матче в рамках кубкового трунира 8 августа 2022 года против клуба «Хапоэль» Тель-Авив футболист отличился своим дебютным забитым голом. Дебютный матч в чемпионате футболист сыграл 27 августа 2022 года в матче против клуба «Секция Нес-Циона», выйдя на поле в стартовом составе. Первым забитым голом в чемпионате футболист отличился 31 августа 2022 года в матче против клуба «Хапоэль» Беэр-Шева. На протяжении сезона футболист выступал за клуб в роли одного из основных игроков, отличившись 5 забитыми голами во всех турнирах. По итогу сезона футболист завершил чемпионат на итоговом шестом месте.

#### Сезон 2023/24
Новый сезон футболист начал 5 августа 2023 года с матча Кубка Тото против клуба «Хапоэль Катамон», выйдя на поле в стартовом составе. Первый матч в чемпионате футболист сыграл 4 сентября 2023 года против иерусалимского клуба «Бейтар», выйдя на замену на 65 минуте. Первым в сезоне забитым голом футболист отличился 16 декабря 2023 года в матче против иерусалимского «Хапоэля». По итогу основной части чемпионата футболист вместе с клубом занял итоговое предпоследнее место и отправился в раунд на выбывание. Однако сам футболист сыграл лишь в матче 30 марта 2024 года против клуба «Маккаби» Петах-Тиква, а затем выбыл из распоряжения клуба из-за полученной травмы. По итогу сезона футболист вместе с клубом смог сохранить прописку в высшем дивизионе. На протяжении сезона футболист был одним из основных игроков клуба, чередуя матчи в стартовом составе и со скамейки запасных, отличившись 2 забитыми голами.

#### Сезон 2024/25
Первый матч в новом сезоне футболист сыграл 31 августа 2024 года против клуба «Ирони» Кирьят-Шмона, выйдя на замену на 78 минуте. В следующем матче 14 сентября 2024 года против клуба «Бней Сахнин» футболист сначала отличился своей первой результативной передачей, а затем и забил свой первый в сезоне гол. По итогу основной части чемпионата футболист вместе с клубом занял итоговое предпоследнее место и отправился в раунд на выбывание. По итогу сезона футболист вместе с клубом смог смог сохранить сохранить прописку в высшем дивизионе, завершив раунд на выбывание на итоговом пятом месте. На протяжении сезона футболист выступал за клуб в роли одного из основных игроков, продолжая выходить на поле, чередуя стартовый состав и скамейку запасных, успев отличиться 4 забитыми голами и 3 результативными передачами.